# Programa Brasil Saudável
O Programa Brasil Saudável: Unir Para Cuidar é um programa social de assistência à saúde lançado pelo Governo Federal do presidente Luiz Inácio Lula da Silva no decreto número 11.908 de 6 de fevereiro de 2024. O programa tem como objetivo a eliminação de mais de 16 doenças do país até o ano de 2030.

## O Programa
O programa iniciou após a assinatura do decreto pelo presidente da República do Brasil, Luiz Inácio Lula da Silva, que oficializa o programa nacional. A iniciativa está alinhada com as metas globais estabelecidas nos Objetivos de Desenvolvimento Sustentável (ODS) da Agenda 2030, as recomendações da OMS para trabalhar em todos os setores nos esforços para acabar com a epidemia de tuberculose (TB), e iniciativa da OPAS para a eliminação de doenças nas Américas.
Durante o evento de lançamento, a então ministra da Saúde do Brasil, Nísia Trindade, destacou que o programa é uma agenda de trabalho contínua para reduzir os riscos de adoecimento das pessoas em situações de vulnerabilidade e garantir que os pacientes possam realizar o tratamento necessário, sem gastos catastróficos (despesas médicas diretas, despesas não médicas e custos indiretos, como perdas de renda que chegam a mais de 20% da renda familiar total).

## Objetivos
Por meio do programa, o Ministério da Saúde e outros 13 ministérios do governo federal brasileiro vão atuar em diversas frentes, com foco no enfrentamento à fome e à pobreza; ampliação dos direitos humanos e proteção social para populações e territórios prioritários; qualificação de trabalhadores, movimentos sociais e sociedade civil; incentivo à inovação científica e tecnológica para diagnóstico e tratamento; e ampliação das ações de infraestrutura e de saneamento básico e ambiental.
O diretor-geral da OMS Tedros Adhanom, presente no lançamento do programa, parabenizou a iniciativa do Brasil e ressaltou a abordagem holística que embasa o programa. “A eliminação de doenças é um dos maiores presentes que um governo pode dar ao seu povo. Esses compromissos se somam às muitas conquistas dos Brasil nas últimas décadas, que tem um dos sistemas de vigilância sanitária e de saúde mais robustos do mundo”.
O diretor-geral reforçou ainda a liderança do Brasil no Conselho Acelerador de Vacinas contra Tuberculose, que é uma das ferramentas para avançar na eliminação da doença no mundo. O Conselho Acelerador de Vacinas contra TB foi estabelecido pela OMS em 2023 para facilitar o licenciamento e o uso de novas vacinas eficazes contra a tuberculose.

## Doenças
O Programa tem com objetivo a eliminação das seguintes doenças determinadas socialmente:
- Doença de Chagas;
- Esquistossomose;
- Filariose linfática;
- Geo-helmintíases;
- Malária;
- Oncocercose;
- Tracoma;
- Hepatite B;
- HIV;
- HTLV;
- Sífilis;
- Tuberculose;
- Hepatites;
- AIDS; e
- Hanseníase.

## Referência
1. ↑  «Decreto nº 11.908 de 06 de fevereiro de 2024» (11.908). 6 de fevereiro de 2024
2. ↑  «Apresentação - Lançamento do Programa Brasil Saudável - Unir para cuidar 02 — Ministério da Saúde». www.gov.br. Consultado em 26 de fevereiro de 2024
3. 1 2  «Em evento com diretores da OPAS e da OMS, Brasil lança programa para eliminação de doenças determinadas socialmente - OPAS/OMS | Organização Pan-Americana da Saúde». www.paho.org. Consultado em 26 de fevereiro de 2024